# Johann Nepomuk Kral
Johann Nepomuk Kral (1895–1964) byl německý podnikatel z Prachatic, působící v dobách existence První republiky.

## Biografie

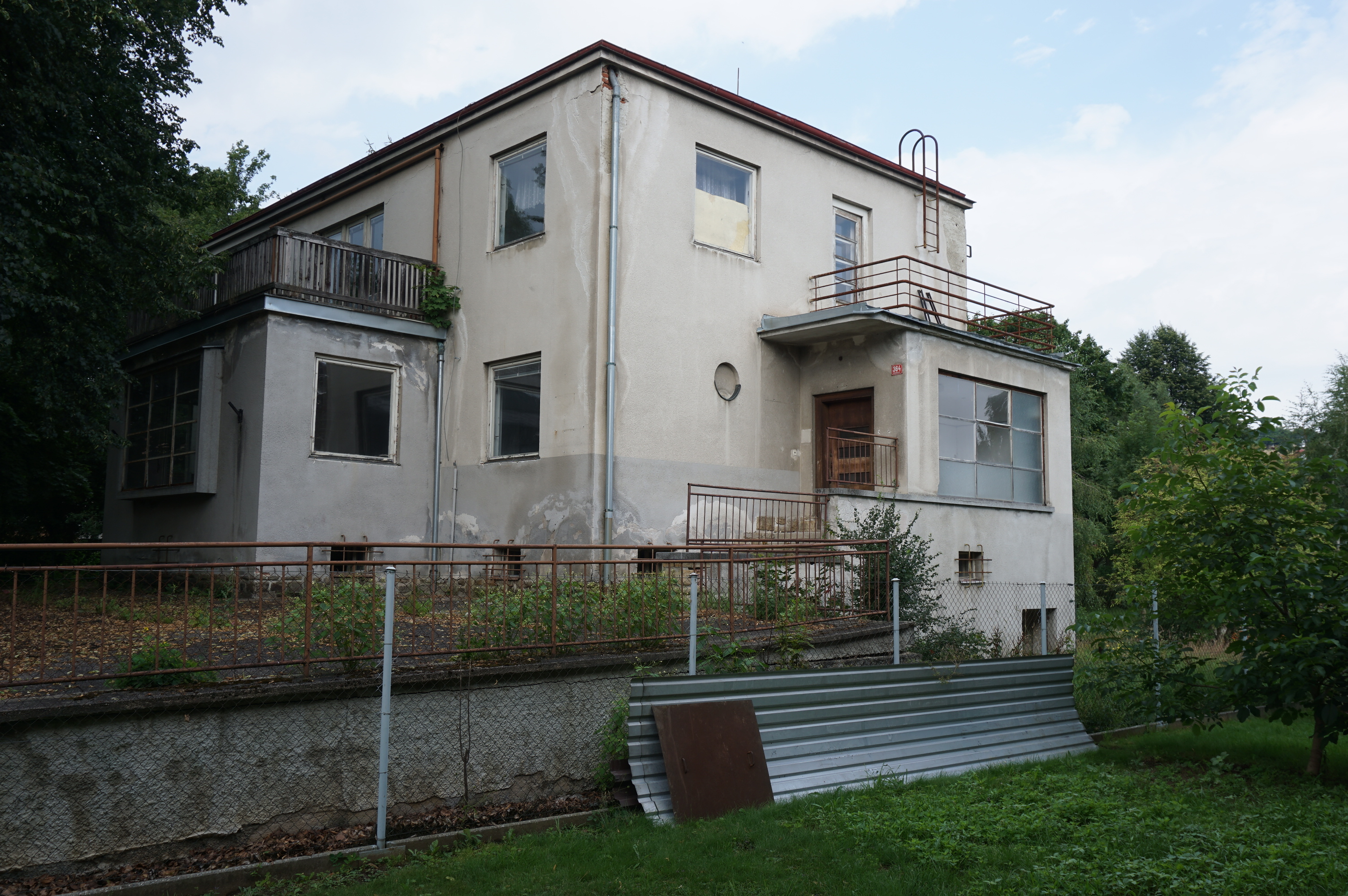
Kralova vila v Nádražní ulici v Prachaticích z roku 1933

Sám Kral vyrostl v rodině prostého zemědělce, firmu ale zdědil od příbuzných ze širší rodiny, kteří neměli mužského potomka, kterému by ji mohli předat. Nezískal žádné odborné vzdělání. Jeho jméno je evidováno u běžného obchodu už v roce 1915, a poté v jihočeském průmyslovém adresáři od roku 1923 jako „Kral & Schroll“. Kralovu podnikání umožnila rozvoj především železnice, která byla do Prachatic zavedena již v závěru 19. století. Později k vlastnímu hospodaření pořídil pražírnu kávy a společnost pro nákladní dopravu.
Se svou manželkou Marií mě Kral dva syny, Hanse a Karla. Na počátku 30. let si postavil funkcionalistickou rodinnou vilu v Nádražní ulici nedaleko prachatického nádraží (známá jako tzv. Kralova vila). Jako sudetský Němec byl po skončení druhé světové války zajat a odsouzen k těžké práci v kamenolomu. Z něho se mu podařilo s rodinou uprchnout a utéci do Západního Německa, kde provozoval obchod v Pasově. Zde pravděpodobně také roku 1964 zemřel.